# Література Туреччини
Література Туреччини — літературні твори, створені на території Анатолії, частина культури Туреччини.

## Ранній період
Диванна література замикалася в колі вищого класу, а ашуго-сазова література зберегла риси народної творчості і була вільна від містичних і схоластичних ідей ісламу. Це розділення відбилося в лінгвістиці держави Сельджукидів і в Османській імперії, де головними були дві мови: арабська (релігійна і наукова мова) і османська (офіційна та літературна мова), а турецька мова довгий час залишалася народним і розмовною.

### Народна література
Романтичні оповідання хік'яйє, казки і байки про Ходжу Насреддіна і про тварин, прислів'я, приказки, загадки, популярні коломийки — мані, пісні «тюркюї кошма» (ліричні) і «хули ташлама» (трагічні).

### Диванна поезія
Диванна поезія Османської імперії почала складатися в XIII—XV століттях за подобою арабської та перської літератури і серед перших зразків цієї поезії часто зустрічаються переклади віршів з перської мови. Перші диванні поети Ахмед-і Даї та Каді Бурханеддін були учнями медресе і писали переважно вірші релігійної тематики. Поети складали вірші у формі османських чотиривіршів, які мали силабічну і силабо-тонічну метрику, а також у метриці аруз, яку вони перейняли з арабо-перської літератури. Крім того, турки запозичили поетичні форми: маснаві, касида, газель.
У перехідний період диванної поезії (XV—XVI століття) велику підтримку її розвитку надав двір. Крім віршів з'явилася проза, написана такими авторами, як Ахмет-паша, Неджаті, Ашикпашазаде і Сінан паша. В період розквіту диванної поезії (XVI—XVIII ст.) почала формуватися класика на основі місцевого матеріалу, стали з'являтися нові течії, такі як «Себк-і Хінді» (індійський стиль), якого дотримувалися османські письменники і поети Баки, Юсуф Набі, Ахмед Недім, Кятіб Челебі, Вейсі.

### Суфійська література
Перші твори староанатолійської літератури (середина XIII — середина XV століть) відносилися до суфізму. Найдавнішим твором вважається «Книга долі» Ахмеда Факіха. Його учень, Шейад Хамза, написав поему «Юсуф і Зеліха». Крім них перський поет Румі залишив кілька віршів османською мовою. Мандрівний дервіш Юнус Емре був відомий своїми натхненними віршами-гімнами, в яких відбилися його опозиційні погляди. Першим великим твором була поема-маснаві «Книга блукача» суфія Ашик-паші.

## Національна література
Починаючи з XVIII століття Османи стали активно залучатися в західну цивілізацію. Початком розвитку цього етапу в літературі вважають дату видання газети «Терджуман-и Ахвал» (1860 рік). Вона була першим приватним і незалежним виданням. Ця література поділяється на такі періоди: період конституційних реформ, «сервет-і фюнун», «феср-і аті», національний період, республіканський і сучасний періоди.
В період конституційних реформ відомим став письменник Намик Кемаль.
Починаючи з 20-х років почала формуватися турецька мова і нова література турків.

### Сервет-і фюнун
З 1891 по 1944 рік у Стамбулі виходив літературний журнал Serveti fünun (Багатство наук), навколо якого гуртувалися молоді письменники, які створили «нову літературу» і мали західницьку орієнтацію. Найвідомішими з них були Тевфік Фікрет, Ушаклигиль Халід Зія, Сулейман Назіф. У журналі виходили критичні статті, есеї, присвячені історичним постатям, переклади французької класики, нова європейська поезія, турецькі й османські вірші, написані верлібром, ілюстрації з різних європейських журналів, турецький роман «Вересень» (Eylül) М. Рауфа і османський роман «Зламані життя» (Kırık hayatlar), Х. Зії.

### Феджр-та аті
Утворене 24 лютого 1910 року Fecr-i ati (Майбутня зоря) перше літературне товариство проіснувало до 1912 року. Завданням товариства були просвітницькі цілі. У нього входили двадцять молодих письменників: Ахмет Хашим, Мехмет Бехчет, Мехмет Фуат Кепрюлю-заде, Хамдуллах Супхі Танріевер та інші.

### Національний період
Імена основних діячів національного періоду: Омер Сейфеддін, Мехмет Акіф Ерсой, Халіде Едіб Адивар, Решат Нурі Гюнтекін.

### Період республіки і сучасність
Найбільші письменники Турецької Республіки: Решат Нурі Гюнтекін, Ака Гюндюз, феміністка Халіде Едіб Адивар, для яких були властиві соціальний реалізм, критичне сприйняття дійсності, використання національних мотивів і психологізм персонажів.
Найяскравішим поетом стає Назим Хікмет Ран, який відійшов від віршової форми «дізе». Однак багато поетів продовжували дотримуватися стилю «хедже», послідовниками якого були Ахмед Хамді Танпинар (відомий також як автор твору «Спокій (роман)»), Зія Осман Саба.
У 1940-х роках напрямок реалізму розвивали Джеват Шакір Кабаагачли, Халдун Танер.
З 1950-х років у літературу приходить тема села. Найвідомішими творами цього напряму є: «Наше село» Махмута Макала. Яшар Кемаль у 1955 році видав перший том роману «Худий Мемед» про життя долини Чукурова, що заклав основи стилю письменника Кемаля Тахіра («Люди з озера», 1955). [[
Сатиричний напрям набув помітного представника в особі Азіза Несіна, який двічі здобув літературну нагороду «Золота пальма» і всесвітню популярність. Музаффер Ізгю і Рифат Илгаз, автор комедій «Клас Хабабам», також прославилися в цьому жанрі.
Внаслідок значних змін у суспільстві в 1960-х — 1970-х роках соціально-політичні теми стали найактуальнішими. Письменники Ісмет Озель, Севгі Сойсал, Четін Алтан, Адалет Агаоглу, Томріс Уяр намагалися знайти нові літературні форми. Тільки в 1980 році деполітизація турецького суспільства призвела до появи інтересу до турецької і тюркської історії, відбилася в творах Мустафи Неджаті Сепетчиоглу.
Найбільш відомим сучасним письменником Туреччини є володар нобелівської премії Орхан Памук.